# Teinostoma ciskae
Teinostoma ciskae is een slakkensoort uit de familie van de Tornidae. De wetenschappelijke naam van de soort is voor het eerst geldig gepubliceerd in 1995 door Faber.